# 埃塔勒
埃塔勒（法語：Étalle，法語發音：[etal]；戈姆方言：Ètaule）是比利时瓦隆大区盧森堡省維爾通區的一个市镇，位于瑟穆瓦河畔，通行法语，是比利时法语社群的一部分，面积78.10平方千米，人口5,855人（2018年1月1日）。